# 阿爾巴尼亞—克羅地亞關係
阿爾巴尼亞－克羅地亞關係是指阿爾巴尼亞和克羅地亞之間的雙邊關係。兩國之間的外交關係於1992年8月25日成立。阿爾巴尼亞在薩格勒布設有大使館，杜布羅夫尼克設有名譽領事館，而克羅地亞在地拉那設有大使館。
這兩個國家都是歐洲委員會，地中海聯盟和北約的正式成員。此外，目前阿爾巴尼亞為加入歐洲聯盟進行入盟談判，克羅地亞已於2013年7月1日正式加入歐盟，成為歐盟成員國一員。克羅地亞堅決支持阿爾巴尼亞的歐洲一體化道路。
阿爾巴尼亞成為1992年1月21日首批宣布承認克羅地亞主權國家的國家之一。許多阿爾巴尼亞族志願者在克羅地亞獨立戰爭中與克羅地亞人並肩作戰，其中最著名的包括AgimÇeku和Rahim Ademi。
克羅地亞的阿爾巴尼亞人被克羅地亞憲法正式承認為少數，因此在克羅地亞議會中擁有自己的常任理事國席位。根據 2011年人口普查，有17,513名阿爾巴尼亞人後裔居住在克羅地亞。

## 政治

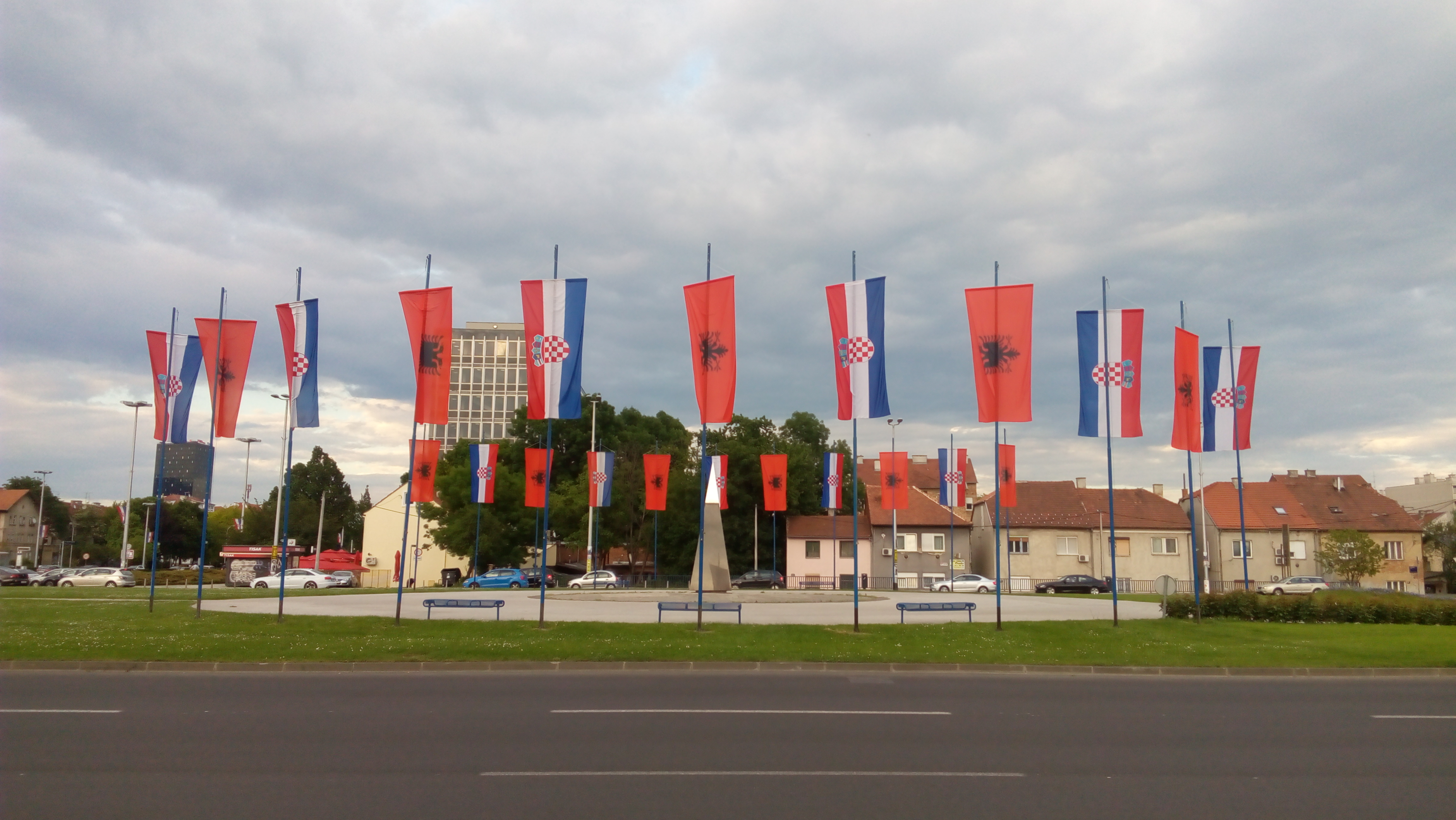
2016年5月9日Bujar Nishani國事訪問期間阿爾巴尼亞和克羅地亞在薩格勒布的旗幟。

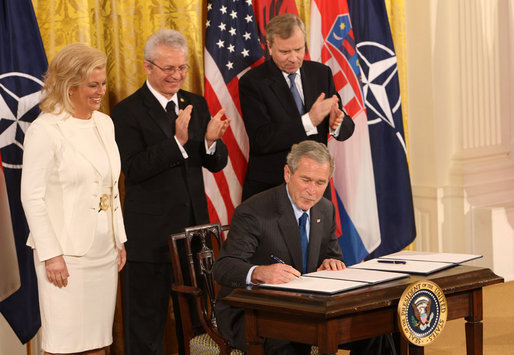
從左到右：柯琳達·葛拉巴爾-季塔洛維奇，AleksandërSallabanda，Jaap De Hoop Scheffer與美國總統喬治W.布殊簽署協議以支持阿爾巴尼亞和克羅地亞加入北約，2008年

2009年4月，在阿爾巴尼亞總理薩利·貝里沙和克羅地亞總理伊沃·薩納德出席的活動中，兩國都成為北約的正式成員。同年，兩國決定與黑山在阿爾巴尼亞邊界建立聯合核電廠。黑山政府謹慎地對此決定表示歡迎，黑山政府對該工廠的環境影響感到擔憂。 這兩個人有著防禦協議的歷史，而且他們的整體關係很好。
阿爾巴尼亞國旗在克羅地亞風暴行動20週年紀念日舉行並舉行克羅地亞勝利日，以表示阿爾巴尼亞人對克羅地亞獨立戰爭。克羅地亞通過這一行動重申阿爾巴尼亞的密切聯盟。
這種關係的另一個主要因素是歷史性和當前阿爾巴尼亞人移民到克羅地亞，包括數百年的 Arbanasi社區。
2016年7月，阿爾巴尼亞的一所中學在扎達爾為居住在那裡的Arbanasi人開設，阿爾巴尼亞的書籍從阿爾巴尼亞駐薩格勒布大使館送來。2015-2017學年，50多名學生在阿爾巴尼亞學校開始學習。 
三名阿爾巴尼亞總統（雷傑普·邁達尼、阿爾弗雷德·莫伊休及巴米爾·托皮）被授予克羅地亞共和國托米斯拉夫國王大勳章的最高榮譽。

## 經濟
阿爾巴尼亞和克羅地亞討論了在黑山共同建造核電站的可能性，該核電站靠近斯庫台和阿爾巴尼亞邊界，這一計劃因該地區的黑土地震而受到黑山的批評。
阿爾巴尼亞和克羅地亞的密切經濟合作是存在的。2014年，交易量約為4633萬歐元。越來越多的克羅地亞公司正在阿爾巴尼亞投資。2013年，克羅地亞向阿爾巴尼亞提供了1387.7億歐元的直接投資。此外，主要的阿爾巴尼亞公司正在擴展到克羅地亞。

## 訪問
| 來賓               | 主辦                                      | 訪問地點 | 訪問日期     |
| ------------------ | ----------------------------------------- | -------- | ------------ |
| 總統 布亞爾·尼沙尼 | 克羅地亞政府 克羅地亞加入歐盟時的慶祝活動 | 薩格勒布 | 2013年7月1日 |
| 總統 布亞爾·尼沙尼 | 總統 柯琳達·葛拉巴爾-季塔洛維奇           | 薩格勒布 | 2016年5月9日 |

## 外部連結
- Albanian Embassy in Zagreb （页面存档备份，存于）
- Croatian Ministry of Foreign Affairs: List of bilateral treaties with Albania